# Minivet flamíger
El minivet flamíger (Pericrocotus flammeus) és una espècie d'ocell de la família dels campefàgids (Campephagidae).

## Hàbitat i distribució
Habita els boscos del sud-oest de l'Índia i Sri Lanka.